# Hans Susemihl
Hans Friedrich Wilhelm Martin Susemihl (* 5. Juni 1888 in Lambrechtshagen, Mecklenburg-Schwerin; † 12. Dezember 1972 in Emden, Niedersachsen) war nach dem Zweiten Weltkrieg Oberbürgermeister (SPD) der Seehafenstadt Emden in Ostfriesland.

## Leben
In seine Amtszeit fielen ein Großteil des Wiederaufbaus der im Krieg stark zerstörten Stadt und der erste wirtschaftliche Aufschwung in der Zeit des Wirtschaftswunders.
Im Jahr 1964 wurde er nach 14 Jahren im Amt des Oberbürgermeisters begleitet von Auseinandersetzungen durch Hermann Schierig abgelöst.
Zu Ehren von Susemihl wurde das Krankenhaus der Stadt 1981 in Hans-Susemihl-Krankenhaus umbenannt. Heute heißt die Einrichtung offiziell Klinikum Emden Hans-Susemihl-Krankenhaus gGmbH.